# Nicrophorus nepalensis
Nicrophorus nepalensis là một loài bọ cánh cứng thuộc họ Silphidae được miêu tả bởi Reverend Frederick William Hope năm 1831.